# Ndoleli
Ndoleli är en krater i Kenya.   Den ligger i länet Isiolo, i den centrala delen av landet, 230 km nordost om huvudstaden Nairobi. Toppen på Ndoleli är 1 005 meter över havet.
Terrängen runt Ndoleli är kuperad åt nordväst, men åt sydost är den platt. Runt Ndoleli är det glesbefolkat, med 14 invånare per kvadratkilometer. Det finns inga samhällen i närheten. Trakten runt Ndoleli består i huvudsak av gräsmarker.